# Dean Butterworth
 Der er for få eller ingen kildehenvisninger i denne artikel, hvilket er et problem. Du kan hjælpe ved at angive troværdige kilder til de påstande, som fremføres i artiklen.

Dean "Deano" Butterworth er en professionel trommeslager. Han spillede for den populære sanger Morrissey og var annonceret som officel trommeslager af pop punkbandet Good Charlotte i 2005.